# Schaarstraat
De Schaarstraat is een straat in Brugge.

## Beschrijving
Er liep door de wijk Ten Hoye een lange straat die Hooistraat heette. In 1751-1753 kwam er een splitsing toen de Coupure werd gegraven. Het noordelijk deel bleef Hooistraat, het zuidelijk deel werd Schaarstraat.
Ook al waren er in de straat wel een paar huizen die hun naam aan de straat hadden kunnen geven, gaf de volksmond er de voorkeur aan de straat te noemen naar de herberg De Schare, die in de Hooistraat lag, aan de overkant van de Coupure. Alhoewel, ook in de nieuwe straat bleef er nog een herinnering aan het ambacht van de kleermakers of 'scheppers', met name het huis De Scheppers Schaere dat gedeeltelijk moest wijken voor de nieuwe gracht en straat. Het vroegere ambachtshuis droeg nog een gevelsteen die aan de kleermakers herinnerde, hoewel in het huis een bakker actief was en er ook een herberg uitbaatte. Er was dus een dubbele reden om 'Schaarstraat' als nieuwe naam aan te nemen.
De Schaarstraat loopt van de Hooistraat en de Scharebrug, vanaf de kruising met de Coupure, tot aan de Gentpoortstraat en de Nieuwe Gentweg.

## Literatuur

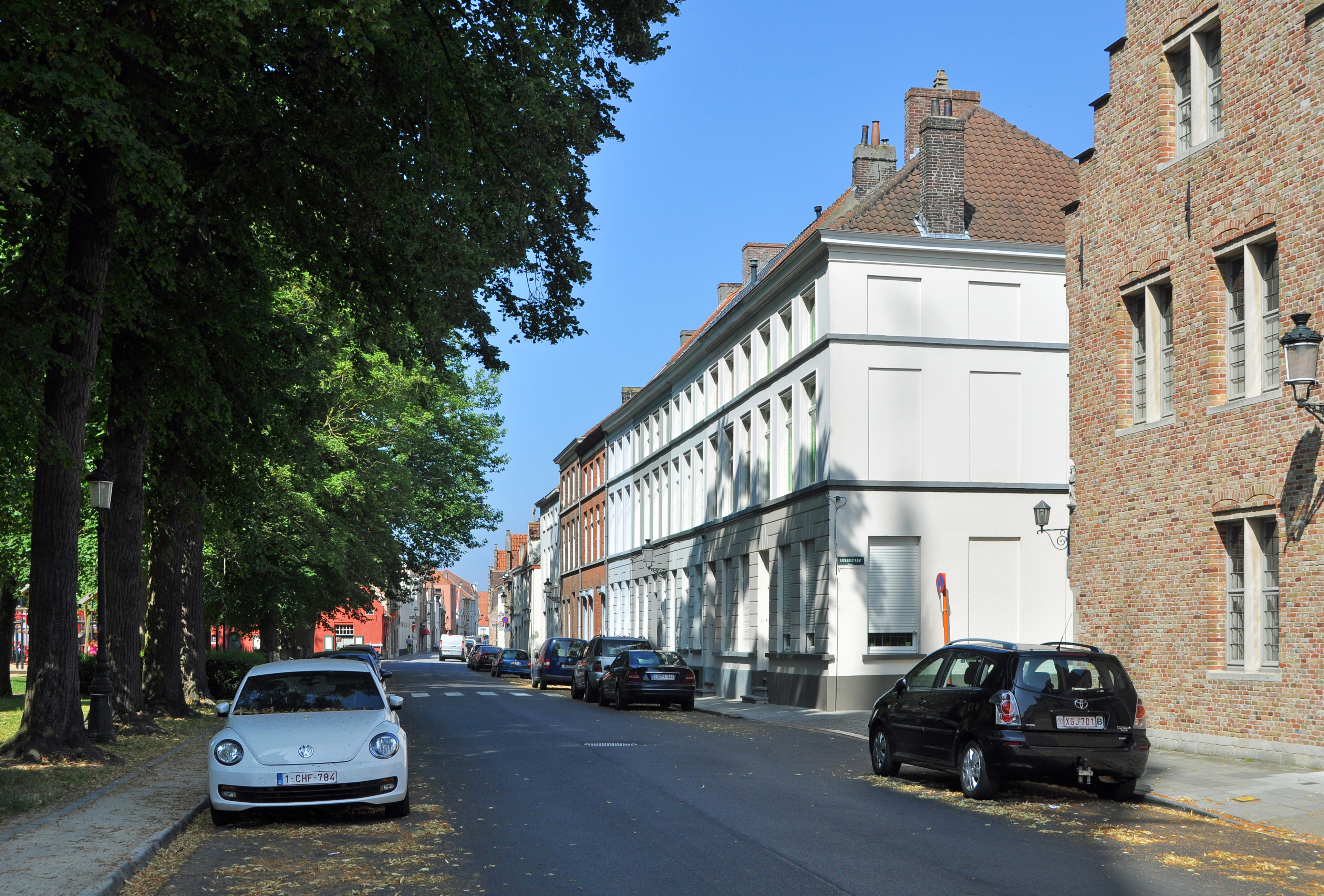
De Schaarstraat ter hoogte van het Koningin Astridpark
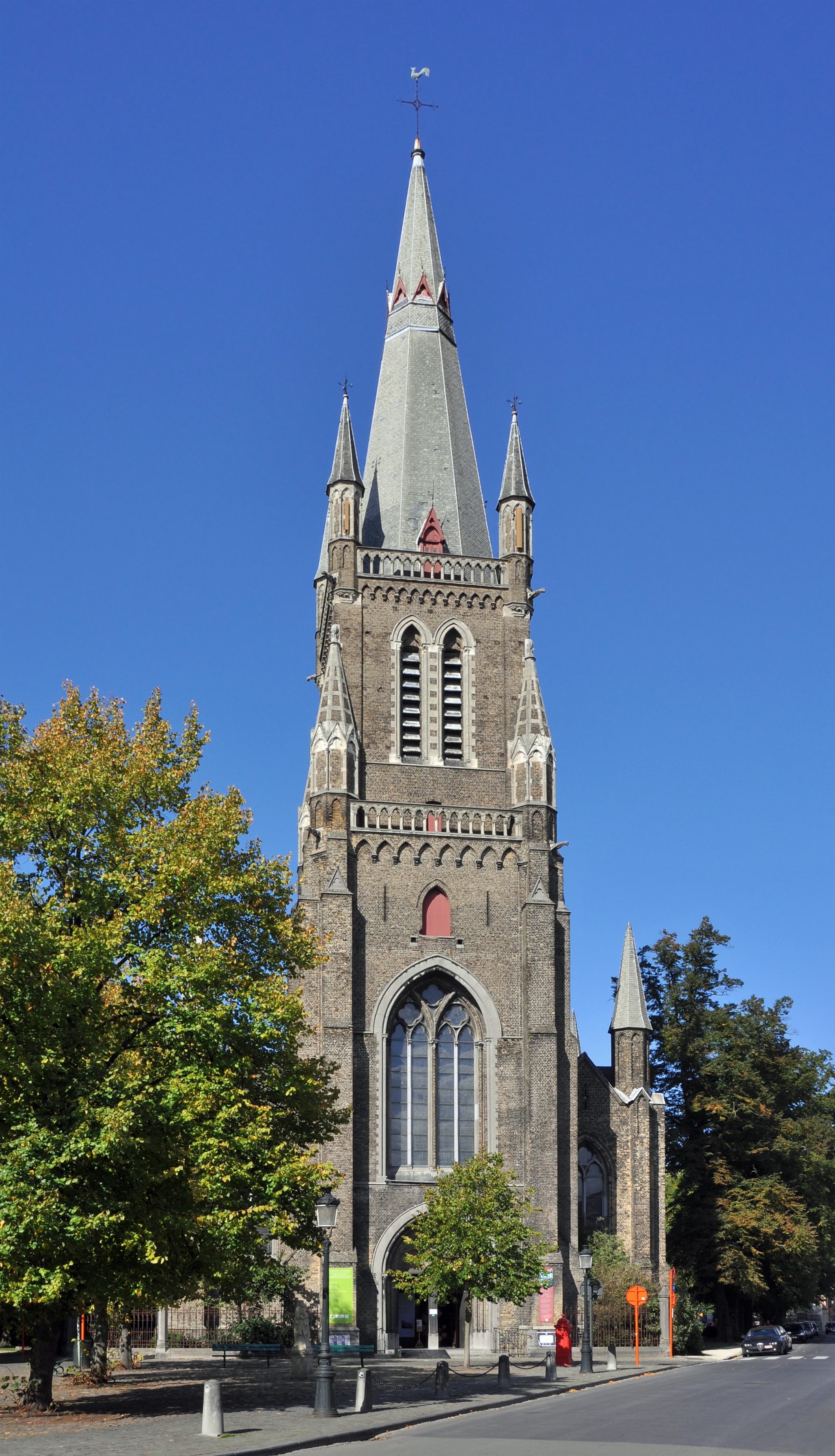
De Heilige Magdalena en Catharinakerk aan de Schaarstraat
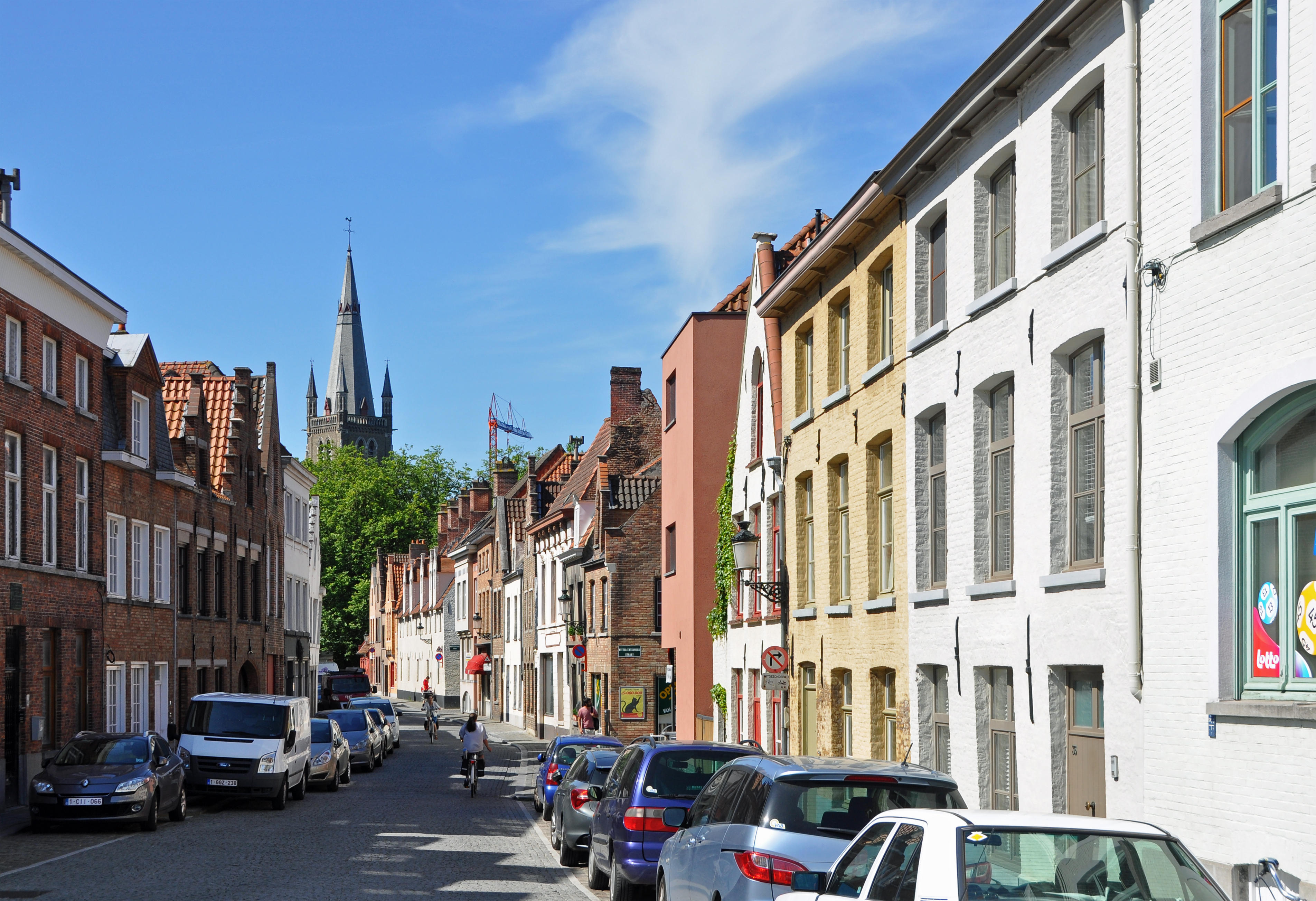
De Schaarstraat gezien vanaf de Coupurebrug
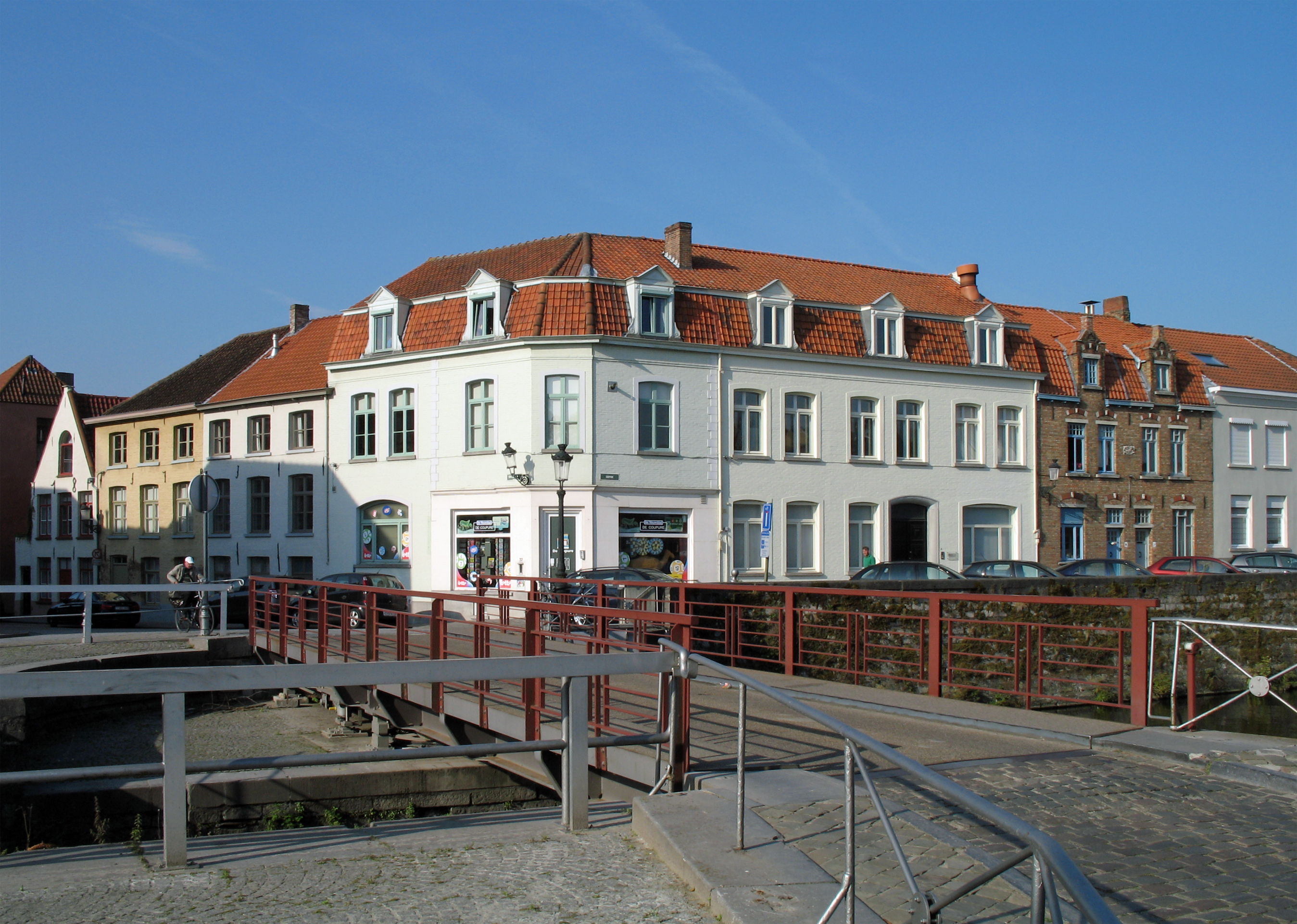
De Coupurebrug of Scharebrug; op de achtergrond links: het begin van de Schaarstraat